# پدرو
پدرو (به اسپانیایی: Pedro) (با املاء باستانی دیگر Pêro)  نامی مردانه است. پدرو نام اسپانیایی، پرتغالی و گالیسی برای پیتر است. معادل فرانسوی پدرو نیز پیر است و شکل انگلیسی و آلمانی آن پیتر است.
شکل پدرنامی نام خانوادگی پدرو، به معنی «فرزند پیتر» «پرز» است (در مقایسه با نام خانوادگی انگلیسی که پترسون است).
پدرو از واژه لاتین پترا (petra) گرفته شده‌است، که خود از کلمه یونانی η πέτρα به معنی «سنگ، صخره» گرفته شده‌است.
نام پیتر خود ترجمه ای از واژه آرامی Kephas یا Kephas به معنی «سنگ» است.

## افراد مشهور
- پدرو اول پرتغال
- پدرو دوم پرتغال
- پدرو سوم پرتغال
- پدرو چهارم پرتغال و همچنین پدرو اول برزیل
- پدرو پنجم پرتغال
- پدرو دوم برزیل
- پدرو یکم کاستیل
- پیتر اول آراگون و ناوارره که با نام پدرو اول نیز شناخته می‌شود
- پیتر دوم آراگون
- پیتر سوم آراگون
- پیتر چهارم آراگون
- پیتر پنجم آراگون، همچنین پدرو چهارم بارسلونا
- پدرو، مارشال ناوارره، نجیب‌زاده سده ۱۵ و ۱۶
- پدرو آگویره سردا، چهره سیاسی شیلی
- پدرو آتاچو، سیاستمدار کوراسوآیایی
- پدرو اوژنیو آرامامبورو، رئیس‌جمهور آرژانتین میان سال‌های ۱۹۵۵ تا ۱۹۵۸
- پدرو لاسکورائین، رئیس‌جمهور مکزیک
- پدرو نل اوسپینا، شخصیت عمومی و سیاسی کلمبیا
- پدرو پابلو رامیرز، رئیس‌جمهور آرژانتین میان سال‌های ۱۹۴۳ تا ۱۹۴۴
- پدرو روسلو، فرماندار پورتوریکو میان سال‌های ۱۹۹۳ تا ۲۰۰۱
- پدرو اول «پیت» سائنز، سیاستمدار آمریکایی
- خوزه پدرو پرز- لورکا، سیاستمدار اسپانیایی
- پدرو سانچز، نخست‌وزیر اسپانیا از سال ۲۰۱۸
- پدرو پابلو کوچینسکی، رئیس‌جمهور پرو میان سال‌های ۲۰۱۶ تا ۲۰۱۸

### در ورزش
- پدرو چیریولا، بازیکن فوتبال اسپانیا
- پدرو دلا روزا، راننده مسابقه اسپانیایی
- پدرو دینیز، راننده مسابقه برزیلی
- پدرو، بازیکن فوتبال برزیلی
- پدرو میگوئل پائولتا، بازیکن فوتبال پرتغالی
- پدرو رودریگوز، راننده مسابقه گراندپری مکزیکی
- پدرو رودریگز لدزما (زاده ۱۹۸۷)، فوتبالیست اسپانیایی
- پدرو روبرتو بوتیلیو، فوتبالیست برزیلی
- پدرو گونزالس لوپز(پدری)، بازیکن فوتبال اسپانیا

### کاوشگران و جهانگردان
- پدرو آوارز کابرال، کاوشگر و جهانگرد پرتغالی
- پدرو اسکوبار، کاوشگر پرتغالی که سائو تامه و پرنسیپ را کشف کرد
- پدرو تیکسیرا، کاوشگر پرتغالی

### دیگر
- پدرو آلمودوار، فیلمساز اسپانیایی
- پطرس بتانکوری، مقدسین اسپانیایی و مبلغ اسپانیایی در گواتمالا.
- پدرو آلونسو لوپز، قاتل سریالی کلمبیایی
- پدرو پاسکال بازیگر شیلیایی-آمریکایی
- پدرو سوسا، کمدین پرتغالی
- پدرو رودریگوس فیلو، قاتل سریالی برزیل
- پدرو، از سری رمان‌های قدرت پنج اثر آنتونی هوروویتس
- پدرو، شخصیتی از سریال مانگا وان پیس
- دون پدرو، شخصیتی از هیاهوی بسیار برای هیچ، کمدی از ویلیام شکسپیر
- پدرو سانچز، شخصیت از فیلم ناپلئون دینامیت
- پدرو، کاردینال در فیلم ریو
- پدرو پونی، شخصیتی از مجموعه تلویزیونی انیمیشن پپا پیگ